# Parafia Stygmatów św. Franciszka z Asyżu w Ostrowach
Parafia Stygmatów św. Franciszka z Asyżu w Ostrowach – parafia rzymskokatolicka, znajdująca się w archidiecezji częstochowskiej, w dekanacie Miedźno, erygowana w 1922 roku.